# Relevo da Albânia

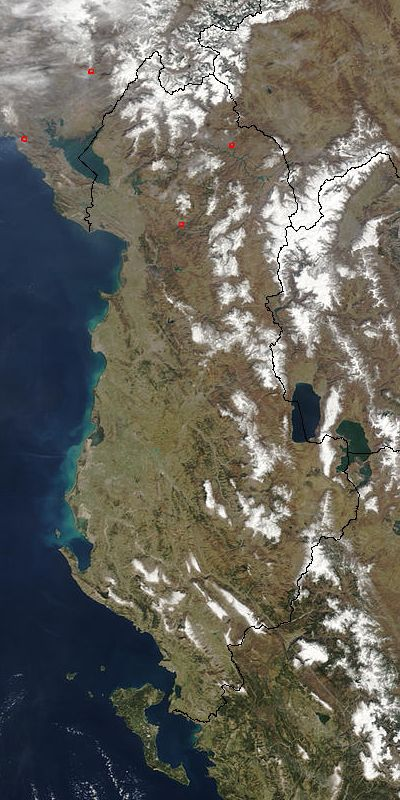
Albânia vista de cima.

Relevo da Albânia.

O Relevo da Albânia, um país situado no sudeste da Europa, é conhecido por sua paisagem montanhosa e diversificada. O relevo desse país desempenha um papel crucial em sua geografia, influenciando sua climatologia, hidrografia, ecossistemas e até mesmo sua história e cultura.

## Geografia geral e topografia
A Albânia está localizada na Península Balcânica, limitada pelo Mar Adriático a oeste, pelo Mar Jônico a sudoeste, e compartilhando fronteiras terrestres com Montenegro ao norte, Kosovo ao nordeste, Macedônia do Norte a leste e Grécia ao sul. Sua topografia é dominada por montanhas, vales profundos, planícies costeiras e uma extensa costa com praias intocadas e águas cristalinas. Destinos turísticos como Saranda, Vlora e Durrës atraem visitantes em busca de sol, mar e relaxamento. Além disso, o país também possui uma paisagem montanhosa impressionante, com os Alpes Albaneses e o Parque Nacional de Valbona, que atraem entusiastas de caminhadas, montanhismo e natureza. A costa da Albânia se estende por 476 km.

## Cordilheira dos Bálcãs e Montanhas Albanesas
O relevo da Albânia é caracterizado pela presença de duas principais cadeias de montanhas: a Cordilheira dos Bálcãs, que se estende de norte a sul no leste do país, e as Montanhas Albanesas, que correm ao longo da fronteira com o Kosovo e o norte da Macedônia do Norte. Essas cadeias montanhosas contribuem significativamente para a topografia acidentada do país, com numerosos picos que ultrapassam os 2.000 metros de altitude. Cerca de setenta por cento do país é montanhoso ou de colinas e normalmente inacessível do exterior. A maior montanha é o Monte Korab, situado no distrito de Dibër, na fronteira com a Macedônia do Norte, atingindo 2 753 m.

## Vales e planícies
Entre as montanhas, encontram-se vales férteis e extensas planícies costeiras, que desempenham um papel vital na agricultura e no desenvolvimento humano. Os vales, como o Vale de Shkumbin, são áreas de grande atividade agrícola, enquanto as planícies costeiras, como o Leste do Adriático, são importantes para assentamentos humanos e atividades econômicas relacionadas ao turismo e comércio marítimo.

## Geologia e formações rochosas
A geologia da Albânia é complexa, com uma variedade de formações rochosas que datam de diferentes períodos geológicos. A região é marcada pela presença de rochas sedimentares, como calcário, mármore e dolomita, bem como rochas metamórficas e intrusivas. A atividade tectônica também é evidente, com falhas e dobras que contribuíram para a formação das montanhas e vales.

## Impacto na vida cotidiana
O relevo da Albânia tem um impacto significativo na vida cotidiana dos albaneses. As montanhas oferecem recursos naturais, como madeira, minerais e água, mas também apresentam desafios em termos de acesso e comunicação entre comunidades isoladas. As planícies costeiras são vitais para a agricultura e o turismo, enquanto os vales abrigam importantes centros urbanos e agrícolas.